# Міжколонні газопрояви свердловин

Міжколонні газопрояви свердловин – вихід газу до свердловини кільцевим простором між експлуатаційною обсадною колоною та технічною колоною (на рис. - проміжна колона), яка охоплює її.

```
До основних причин виникнення міжколонних тисків газу слід віднести наступні:

 - руйнування зварювального шва,що з'єднує експлуатаційну колону з колонною обвязкою;
 
 - порушення герметичності пакеруючих елементів колонної обв'язки;
 
 - порушення герметичності різьбових з'єднань експлуатаційної(технічної) колони (перепуски газу по різьбових зєднаннях колони);
 
 - корозійні отвори в верхній частині експлуатаційної колони;
 
 - надходження газу по заколонному просторі (наявність каналів фільтрації газу в зацементованому просторі за єксплуатаційною (технічною) колоною та на контакті цементного кільця з колоною і породами);
 
 - надходження газу з техогенного покладу вищезалягаючого горизонту.
 
  
До основних методів ліквідування міжколонних тисків відносять наступні:

  
 - заміна пакеруючого елементу в пакеруючому вузлі колонної обв'язки;
 
 - відновлення герметичності експлуатаційної колони шляхом застосування способу "ковзаючого тампонування" з використання герметизуючих сумішей;
 
 - відновлення герметичності цементного каменю в міжколонному просторі за єксплуатаційною колоною.
```

Свердловини з міжколонним тиском розподіляються:
```
За його величиною на 3 групи:

 1 група - величина міжколонного тиску менше ніж 1 МПа;
 
 2 група - величина міжколонного тиску від 1 до 2 МПа;
 
 3 група - величина міжколонного тиску більше ніж 2 МПа.
 
 За постійним дебітом газу з міжколонного простору на 3 групи:
 
1 група - до 10 н.м
3
/доб;

2 група - від 10 до 50 н.м
3
 /доб;

3 група - понад 50 н.м
3
/доб.
```

```
 Величина міжколонних тисків контролюється геологічною (оперативно-виробничою) службою нафто-газового промислу.
 Для контролю за дотриманням умов експлуатації свердловини з міжколонним тиском необхідно періодично проводити комплекс промислових геофізичних, газогідродинамічних та геохімічних досліджень.
```

В комплекс промислових досліджень входять наступні роботи'

```
- візуальний огляд з контролем загазованості повітря в шахті свердловини;

- технічне обстеження свердловини;

- заміри значень тиску Ртр, Рзтр, Рмк;

- заміри і визначення постійного дебіту газу з міжколонного простору;

- визначення герметичності цементного кільця та міжколонного простору;

- визначення об'єму міжколонного простору, вільного від цементу;

- зняття кривих відновлення тиску;

- газова зйомка в районі знаходження свердловини з міжколонним тиском.
```